# الهجوم على قاعدة الاتحاد الإفريقي في بولو مرير 2018
في 1 أبريل 2018 هاجم مقاتلو حركة الشباب قاعدة تابعة لبعثة الاتحاد الإفريقي في الصومال في بلدة بولو مرير بمحافظة شبيلي السفلى في الصومال.

## الهجوم
انفجرت شاحنتان مليئتان بالمتفجرات في القاعدة العسكرية التابعة لبعثة الاتحاد الإفريقي في بولو مرير التي تبعد 110 كيلومترا جنوب العاصمة الصومالية مقديشو، وأعقب ذلك هجوم نحو 100 من مقاتلي حركة الشباب بإطلاق النار على القاعدة، وتزامن ذلك مع اقتحام سيارة أخرى مليئة بالمتفجرات قافلة عسكرية تُقِلُّ جنودا أوغنديين من جولوين، وبحسب نائب محافظ شبيلي السفلى علي نور محمد، فقد استهدفت قوات بعثة الاتحاد الإفريقي السيارة بقذيفة صاروخية، وهاجم المسلحون قاعدة ثالثة لقوات الاتحاد الأفريقي في براوه بقذائف الهاون كما شنوا هجمات على موقعين للحكومة الصومالية في قوريولي ومشلَّاي، وأشارت تقارير إلى أن الهدف من هذه الهجمات كان تشتيت انتباه القوات في تلك المعسكرات عن دعم القوات المرابطة في بولو مرير والتي تعرضت للهجوم، وقال شهود عيان إن إرهابيي حركة الشباب هاجموا مدنيين وأضرموا النيران في منازل ومتاجر بعد أن داهموا القاعدة العسكرية.
وأكد محافظ شبيلي السفلى علي نور محمد لـ إذاعة صوت أمريكا إن قوات الاتحاد الأفريقي والقوات الصومالية صدت جميع الهجمات.

## الخسائر
لم يتم تأكيد عدد القتلى من مصدر مستقل، إلا أن المتحدث باسم قوات الدفاع الشعبية الأوغندية ريتشارد كارمير قال إن أربعة من قوات حفظ السلام الأوغندية قتلوا وأصيب ستة من قوات الاتحاد الأفريقي، مضيفا أن ثلاثين إرهابياً من حركة الشباب قتلوا في الهجوم، من جهته صرح المتحدث باسم العمليات العسكرية لحركة الشباب عبد العزيز أبو مصعب إن الجماعة فقدت 14 مقاتلاً فقط وقتلت 59 جنديًا على الأقل من الاتحاد الأفريقي، بدوره أكد العقيد في الجيش الصومالي عبد النور حاشي لصحيفة الغارديان إن ما يصل إلى 46 جنديًا أوغنديًا قتلوا في الهجوم. وقتل جندي صومالي وأصيب عدد آخر.